# Антиох III (царь Коммагены)
Антио́х III Епифан (др.-греч. Ἀντίοχος ὀ Ἐπιφανής; умер в 17) — правитель Коммагенского царства с 12 года до н. э. по 17 год н. э.

## Биография
Антиох III — сын и преемник царя Митридата III из Коммагены и Иотапы. Он имел смешанное иранское, армянское, греческое и мидийское происхождение: последнее по матери. Его родители были двоюродными родственниками.
Очень мало известно о жизни и правлении Антиоха III. Когда он умер в 17 году, его смерть создала серьёзные проблемы для Коммагены, которая в то время переживало политические потрясения. Причины такой ситуации неясны, но это могло быть следствием того, что его дети, Антиох и Иотапа, были слишком молоды, чтобы наследовать своему отцу. Это могло означать, что не было эффективной власти для предотвращения гражданских беспорядков и объединения граждан Коммагены.
После его смерти Антиоха III появились две фракции: одна во главе со знатью, хотевшей, чтобы Коммагена была передана под власть Римской империи, а другая во главе с гражданами, которые хотели сохранения независимости Коммагены под властью их собственного монарха.
Обе фракции отправили посольства в Рим, ища совета и помощи у императора Тиберия, чтобы решить будущее Коммагены. Тиберий решил сделать Коммагену частью римской провинции Сирии. Это решение приветствовалось многими гражданами Коммагены. Эти земли оставались под властью римлян, пока Калигула не вернул царство детям Антиоха III в 38 году.
Антиох III и его сын отмечены на памятнике Филопапу в Афинах, посвященном его правнуку, принцу Гаю Юлию Антиоху Эпифану Филопапу, который был видным и уважаемым гражданином этого города. На левой фигуре памятника находится статуя сына Антиоха III, Антиоха IV. Под изображением Антиоха IV находится надпись, в которой говорится о царе Антиохе, сыне царя Антиоха.